# Mario Eggimann
Mario Eggimann (ur. 24 stycznia 1981 w Brugg) – szwajcarski piłkarz występujący na pozycji środkowego obrońcy.

## Kariera klubowa
Mario Eggimann zawodową karierę rozpoczynał w 1998 roku w FC Aarau. Miejsce w podstawowym składzie tego zespołu wywalczył sobie w sezonie 2000/2001, kiedy to rozegrał 30 ligowych pojedynków. Łącznie w barwach FC Aarau wystąpił w 75 spotkaniach i w tym czasie nie odnosił żadnych sukcesów.
Latem 2002 roku Eggimann przeniósł się do niemieckiego klubu Karlsruher SC. W debiutanckim sezonie w drugiej lidze rozegrał 24 mecze i 4 razy wpisał się na listę strzelców, a Karlsruher SC zajęło w lidze 13. pozycję. W kolejnych rozgrywkach szwajcarski obrońca także występował regularnie, jednak jego drużyna wciąż kończyła zmagania w dolnej części tabeli. W sezonie 2005/2006 Eggimann wraz z zespołem uplasował się na 6. miejscu, ale w rozgrywkach 2006/2007 zajmując w lidze 1. lokatę Karlsruhe wywalczyło awans do Bundesligi. Zadebiutował w niej 12 sierpnia 2007 roku podczas wygranego 2:0 spotkania z 1. FC Nürnberg.
W lipcu 2008 roku Eggimann przeszedł do Hannoveru 96, a suma transferu wyniosła 1,4 miliona euro. Od początku rozgrywek 2009/2010 Szwajcar został rezerwowym swojego klubu. Podstawowymi środkowymi obrońcami byli Niemiec Christian Schulz i Tunezyjczyk Karim Haggui.

## Kariera reprezentacyjna
W reprezentacji Szwajcarii Eggimann zadebiutował 7 września 2007 roku w wygranym 2:1 spotkaniu przeciwko Chile. Wcześniej był kapitanem drużyny do lat 21. 13 maja 2008 roku Jakob Kuhn powołał go do szerokiej, 26-osobowej kadry na mistrzostwa Europy, jednak na turniej w Austrii i Szwajcarii Eggimann ostatecznie nie pojechał.